# Dreigesang

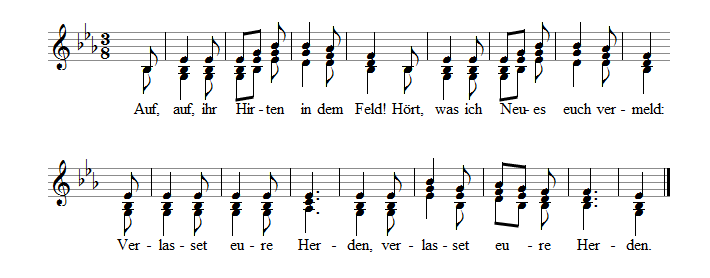
Weihnachtslied in traditionellem Dreigesang

Dreigesang ist die Bezeichnung für eine mehrstimmige Besetzung in der Vokalmusik. Dabei bezeichnet „Dreigesang“ sowohl das dreistimmige Musikstück als auch die aus drei Personen bestehende Gesangsgruppe.

## Ausführungspraxis
Ursprünglich einfach synonym mit dem Begriff Terzett verwendet, ist die Bezeichnung heute vorwiegend in der alpenländischen Volksmusik in Gebrauch. Die Besetzung ist üblicherweise mit drei gleichen solistischen Stimmen, also als Männer- bzw. Frauendreigesang, in jüngerer Zeit auch als gemischter Dreigesang. Der Gesang kann a cappella ausgeführt werden, üblich ist jedoch die Begleitung durch eine Stubenmusik oder andere kleine Instrumentalbesetzung.
In der traditionellen alpenländischen Volksmusik herrscht prinzipiell zweistimmige Stimmführung in Terzen vor, wobei oft keine klare Trennung von Haupt- bzw. Melodiestimme und Begleitstimme festzustellen ist, doch sind auch Beispiele echter Dreistimmigkeit aufgezeichnet. Es besteht jedoch ein grundlegender Unterschied gegenüber der Dreistimmigkeit im sogenannten jüngeren Volkslied: während im funktionsgebundenen Volkslied meist der zweistimmige Satz durch eine einfache Hauptstufen-Bassstimme in Richtung einer vollständigen Dreiklangsharmonik erweitert wird, ist die dritte Stimme im alpenländischen Volkssatz eine eigenständige melodische Stimme, die sich meist in engem Intervallabstand zu den übrigen Stimmen bewegt. Charakteristisch für den traditionellen dreistimmigen Satz ist auch, dass die Stimmen selten gemeinsam einsetzen, sondern vielmehr durch sukzessive Einsätze eine allmähliche klangliche Entfaltung und Steigerung erzielt wird.

## Bekannte Werke für Dreigesang
- Deutsche Bauernmesse von Annette Thoma

## Bekannte Dreigesang-Ensembles

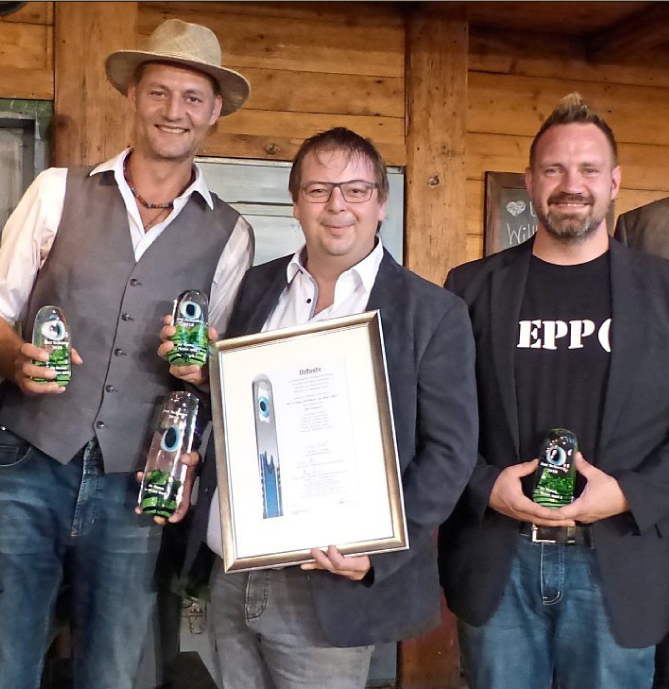
V. l. n. r.: Christian Maier („da Huawa“), Matthias Meier („da Meier“) und Sepp Haslinger („und i“)

In der traditionellen Volksmusik:
- Ramsauer Sänger
- Rainbacher Dreigsang[5]
- Dumfart Trio[6]
- Sternstein Trio[7]

In der neuen Volksmusik:
- Biermösl Blosn
- Wellküren
- Da Huawa, da Meier und I